# Vögel – Magazin für Vogelbeobachtung
Vögel – Magazin für Vogelbeobachtung ist eine seit 2004 erscheinende ornithologische Zeitschrift. Seit April 2022 erscheint das Magazin bei AULA-Verlag GmbH.
Vögel richtet sich sowohl an Einsteiger als auch an fortgeschrittene Vogelbeobachter, Naturtouristen und Hobbyfotografen. Dazu veröffentlicht das Magazin Hintergrundinfos, Bestimmungshilfen und Reportagen über die Vogelarten und deren Leben. Tipps zum Vogelbeobachten und Reisen sowie persönliche Erfahrungen von Experten aus der Vogelkunde sind ein weiterer Bestandteil der Zeitschrift.
Das Magazin schreibt zudem über Ferngläser, Spektive und weiteres Optik-Zubehör, welches zum Beobachten von Tieren benötigt wird.